# Palacio de los Condes de Grajal
El palacio de los Condes de Grajal es un inmueble de la localidad española de Grajal de Campos, en la provincia de León.

## Descripción

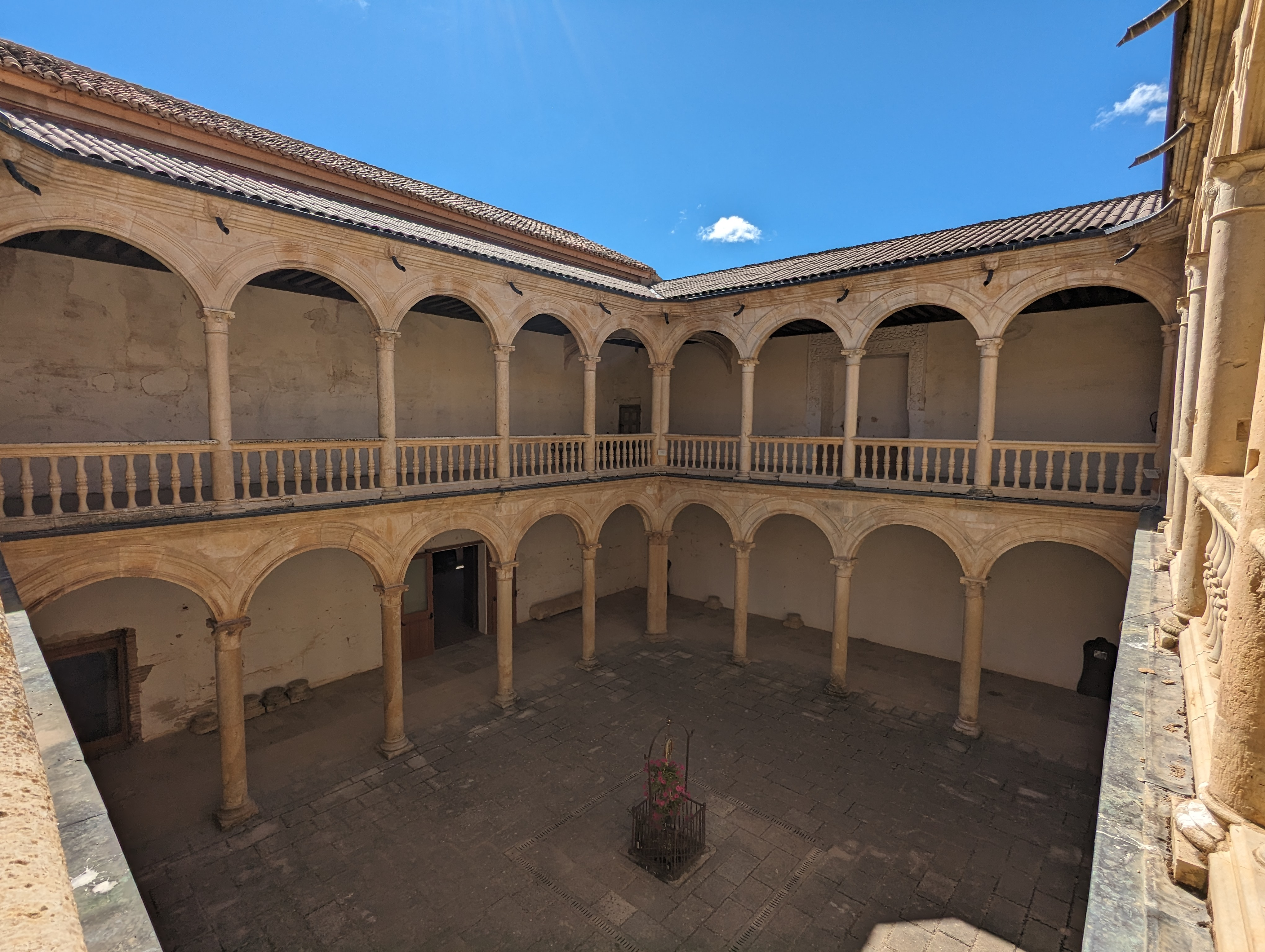
Patio

Ubicado en la localidad leonesa de Grajal de Campos, su construcción se remonta a la primera mitad del siglo XVI. El palacio, de estilo renacentista, ha experimentado diversos procesos de restauración en la segunda mitad del siglo XX y comienzos del siglo XXI.
El 3 de junio de 1931, durante la Segunda República, fue declarada monumento histórico-artístico perteneciente al tesoro nacional, mediante un decreto publicado el día siguiente en la Gaceta de Madrid, con la rúbrica del presidente del Gobierno provisional, Niceto Alcalá-Zamora, y del ministro de Instrucción Pública y Bellas Artes, Marcelino Domingo. En la actualidad cuenta con el estatus de bien de interés cultural.